# Рауль Мевіс
Рауль Мевіс (нім. Raul Mewis; 2 червня 1886, Шарлоттенбург — 23 травня 1972, Гамбург) — німецький військово-морський діяч, адмірал крігсмаріне. Кавалер Німецького хреста в сріблі.

## Біографія
1 квітня 1906 року вступив на флот. Пройшов підготовку на навчальному кораблі «Штайн» і у військово-морському училищі. З 1 жовтня 1911 року служив на важкому крейсері «Рон», потім вахтовий офіцер на ескадрених міноносцях G-196 (4 січня 1912 — 15 березня 1913) і G-193 (7 квітня 1913 — 18 червня 1915). Учасник Першої світової війни, з червня 1915 року командував різними міноносцями.
Після демобілізації армії залишений на флоті. У лютому-березні 1919 року —  командир 15-ї флотилії міноносців, потім служив в береговій обороні і на штабних посадах. З 12 березня 1923 року — начальник 1-ї напівфлотилії. 1 листопада 1923 року переведений в Морське керівництво референтом Відділу морського транспорту. З 2 жовтня 1925 по 22 вересня 1926 року знову командував 1-й напівфлотилією міноносців, з 3 січня 1927 року — командир навчального корабля «Ніобе», з 20 червня 1929 року — начальник військово-морського училища в Фрідріхсорті. 30 вересня 1931 року очолив штаб інспекції військово-навчальних закладів. З 27 червня 1933 року — командир навчального корабля «Горх Фок». 27 березня 1935 року призначений комендантом Кільскої фортеці і капітаном над Кільським портом.
З 1 жовтня 1937 по 31 травня 1940 року очолював берегову оборону на Західній Балтиці, одночасно з 8 квітня по 31 травня 1940 року був командувачем на Данському узбережжі. З 1 червня 1940 року — командувач ВМС в Данії. Під час реорганізації системи місцевого командування ВМС посада Мевіса 1 лютого 1943 року стала називатися «командувач-адмірал в Данії». 18 березня 1943 року переведений в резерв, а 31 травня звільнений у відставку.

## Звання
- Кадет (1 квітня 1906)
- Фенріх-цур-зее (6 квітня 1907)
- Лейтенант-цур-зее (30 вересня 1909)
- Обер-лейтенант-цур-зее (19 вересня 1912)
- Капітан-лейтенант (26 квітня 1917)
- Корветтен-капітан (1 листопада 1925)
- Фрегаттен-капітан (1 грудня 1930)
- Капітан-цур-зее (1 квітня 1933)
- Контр-адмірал (1 квітня 1937)
- Віце-адмірал (1 листопада 1939)
- Адмірал (1 березня 1942)

## Нагороди
- Рятувальна медаль (13 жовтня 1914)
- Залізний хрест
  - 2-го класу (3 січня 1915)
  - 1-го класу (14 січня 1918)
- Ганзейський Хрест (Любек)
- Сілезький Орел 2-го ступеня (15 січня 1920)
- Хрест Левенфельда
- Почесний хрест ветерана війни з мечами (6 грудня 1934)
- Медаль «За вислугу років у Вермахті» 4-го, 3-го, 2-го і 1-го класу (25 років; 2 жовтня 1936) — отримав 4 нагороди одночасно.
- Німецький Олімпійський знак 1-го класу (24 грудня 1936)
- Орден Заслуг (Угорщина), командорський хрест із зіркою (22 серпня 1938)
- Застібка до Залізного хреста 2-го класу
- Хрест Воєнних заслуг
  - 2-го класу з мечами
  - 1-го класу з мечами (30 січня 1942)
- Німецький хрест в сріблі (5 березня 1943)